# Lutowanie dyfuzyjne
Lutowanie dyfuzyjne – metoda, w której proces dyfuzji decyduje o składzie chemicznym i własnościach fizycznych lutowiny, powstałej z użyciem lutu dozowanego z zewnątrz lub wytworzonego w wyniku oddziaływania dyfuzji na styku łączonych elementów. Ten drugi sposób można zastosować tylko do materiałów tworzących ze sobą mieszaniny eutektyczne. Warunki takie można również zapewnić stosując odpowiednie pokrycia na materiałach łączonych.
Proces ten łączący zalety lutowania konwencjonalnego, oraz zgrzewania dyfuzyjnego. Powstała lutowina wykazuje stabilność termiczną i mechaniczną w temperaturze wyższej niż temperatura lutowania.